# Венгер Олександр Анатолійович
Олекса́ндр Анато́лійович Венгер (9 січня 1969 — 25 січня 2015) — старшина Збройних Сил України, учасник російсько-української війни.

## Короткий життєпис
1984 року закінчив 9 класів ЗОШ № 10 Бердичів, 1987-го — ПТУ № 4, слюсар-ремонтник. Строкову службу проходив протягом 1987—1989 років, 366-й гвардійський мотострілецький полк, Степанакерт.
Мобілізований літом 2014-го, снайпер-розвідник, 54-й окремий розвідувальний батальйон.
25 січня 2015-го загинув у бою на опорному пункті «Валера» (висота 307,5) [Архівовано 7 листопада 2016 у Wayback Machine.] поблизу села Санжарівка під час боїв за Дебальцеве. Разом з Олександром загинули бійці 128-ї бригади: солдати Адальберт Ковач, Федір Лопацький, Володимир Питак, Андрій Капчур, Олександр Леврінц, старший лейтенант Сергій Свищ. У цьому бою українським військовим вдалось знищити 3 танки та частину живої сили терористів.
Без Олександра залишилися мати, дружина, двоє синів, внук, внучка. Похований в селі Гришківці.

## Нагороди та вшанування
- Указом Президента України № 473/2015 від 13 серпня 2015 року, «за особисту мужність і високий професіоналізм, виявлені у захисті державного суверенітету та територіальної цілісності України, вірність військовій присязі», нагороджений орденом «За мужність» III ступеня (посмертно)[2].
- 20 лютого 2015 року в місті Бердичів на фасаді будівлі загальноосвітньої школи № 10 (вулиця Шелушкова, 4), де навчався Олександр Венгер, йому встановлено меморіальну дошку.
- 25 червня 2015 року Бердичівською міською радою прийнято рішення про перейменування 3-го провулка Шелушкова на вулицю Олександра Венгера.
- Вшановується в меморіальному комплексі «Зала пам'яті», в щоденному ранковому церемоніалі 25 січня[3][4].